# 세르지우 히카르두 두스 산투스 비에이라
세르지오 히카르두 도스 산토스 비에이라(영어: Sérgio Ricardo dos Santos Vieira, 1975년 5월 28일 ~ )는 브라질 출신의 축구 선수이다. K리그에서 등록명은 세르지오를 사용하였으며 공격수로 활약하였다. 안양 LG 치타스 (현 FC 서울)에 2001년 6월 입단하여 2001 시즌 한 시즌 동안 시즌 통산 13경기 2득점-0도움 (정규리그 13경기 2득점-0도움)의 기록을 남겼다.